# The Hold Steady
The Hold Steady is een Amerikaanse rockband uit Brooklyn, New York. De band werd in 2004 opgericht. The Hold Steady staat in Amerika bekend om zijn literaire en verhalende teksten, gecombineerd met stevige rock. De band bracht tot op heden zes albums uit en trad ook enkele keren op in Nederland.

## Discografie

### Studioalbums
- Almost Killed Me (2004)
- Separation Sunday (2005)
- Boys and Girls in America (2006)
- Stay Positive (2008)
- Heaven Is Whenever (2010)
- Teeth Dreams (2014)

### Ep's
- The Virgin Digital Sessions (2005)
- Live at Lollapalooza 2006: The Hold Steady (2006)
- Stuck Between Stations — EP (2007)
- Live at Fingerprints (2007)
- iTunes Live from Soho (2011)
- RAGS (2014)

### Livealbums
- A Positive Rage (2009)